# 73520 Boslough
73520 Boslough è un asteroide della fascia principale. Scoperto nel 2003, presenta un'orbita caratterizzata da un semiasse maggiore pari a 2,732888 UA e da un'eccentricità di 0,230137, inclinata di 12,141300° rispetto all'eclittica.
Fa parte della famiglia di asteroidi Ino.